# 海邦丸五世
海邦丸五世（かいほうまるごせい）は、沖縄県が所有する漁業実習船。沖縄県立沖縄水産高等学校と沖縄県立宮古総合実業高等学校の実習に使用されている。本項目では、2002年に建造された5代目を取り扱う。

## 概要
先代の代船としてカナサシ重工で建造され、2002年に竣工した。
本船はマグロはえ縄漁の漁業実習、航海や機関の実習を行う。マグロ漁の実習はフィリピン近海で行う。

## 略歴
- 1959年（昭和34年）5月 - 初代建造[6]
- 1972年（昭和47年）2月 - 3代目竣工[6]
- 1986年（昭和61年）3月 - 4代目竣工[6]
- 2002年（平成14年）3月 - 5代目竣工[6]
- 2017年（平成29年）5月 - 6代目の検討を開始[7]

## エピソード
- 長期実習航海の出港や帰港は地元の風物詩[8]。
- 2012年5月19日、沖縄本島の南東およそ1,000 kmの太平洋上で、スクリューの角度を変える装置が故障したため、自力で航行できなくなり、一時、漂流した。その後、海上保安庁の巡視船やタグボートにえい航され、23日午前9時半、糸満港内の造船所のドックに到着した[9]。
- 2014年5月6日、沖縄南南東1,400 kmの海上で乗船の学生に急患が発生。P-3C哨戒機が捜索、岩国基地の救難飛行艇US-2を誘導し、学生を救助、那覇基地に搬送された[10]。
- 長期実習航海でのマグロの漁獲は、2015年5月の航海では10トンを枕崎港で水揚げした[11]。2017年の6月から7月の航海では約2トンだった[5]。水揚げされたマグロを加工した缶詰がイベント等で販売される事がある[12]。

## 画像

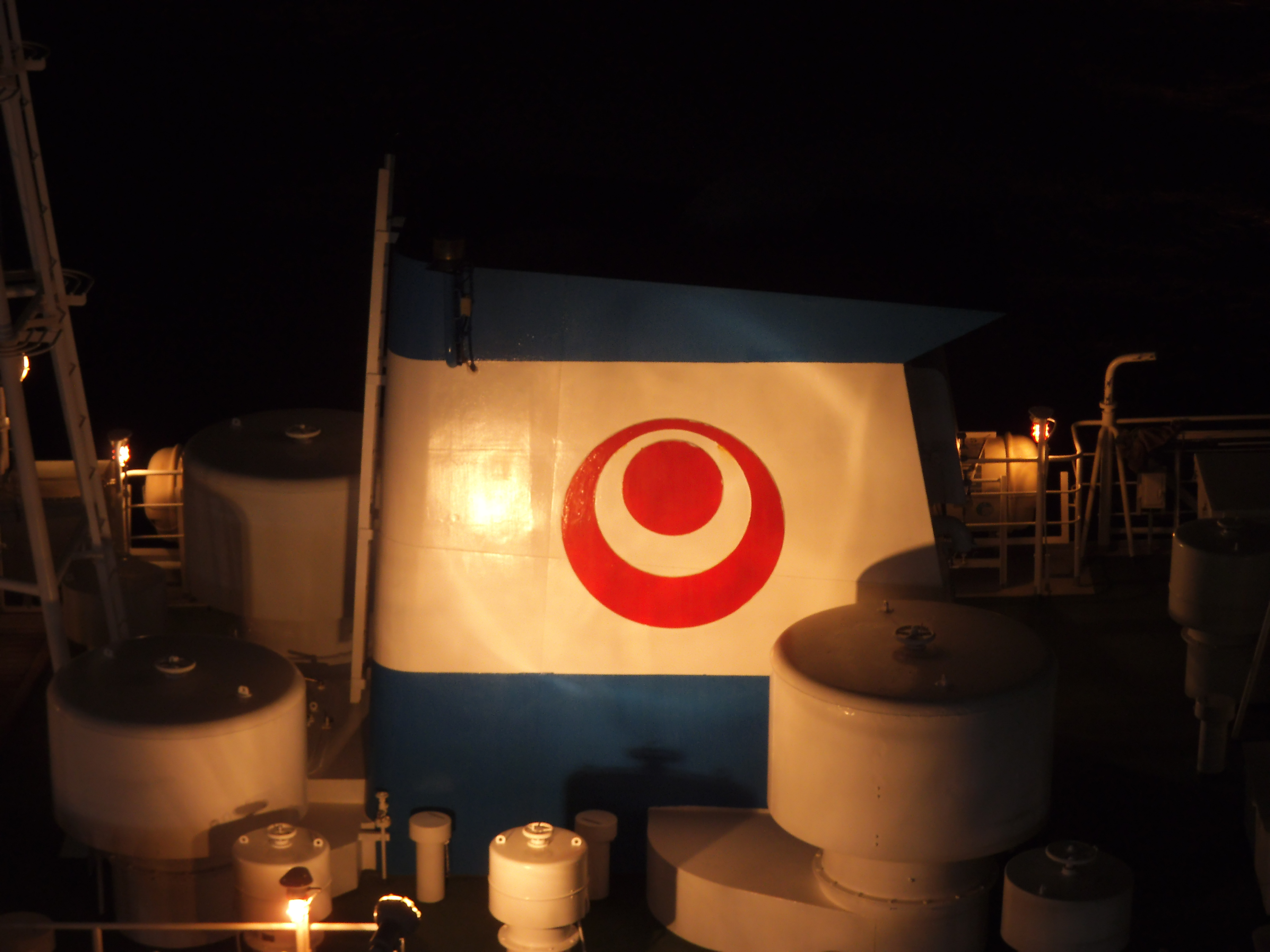
煙突マーク
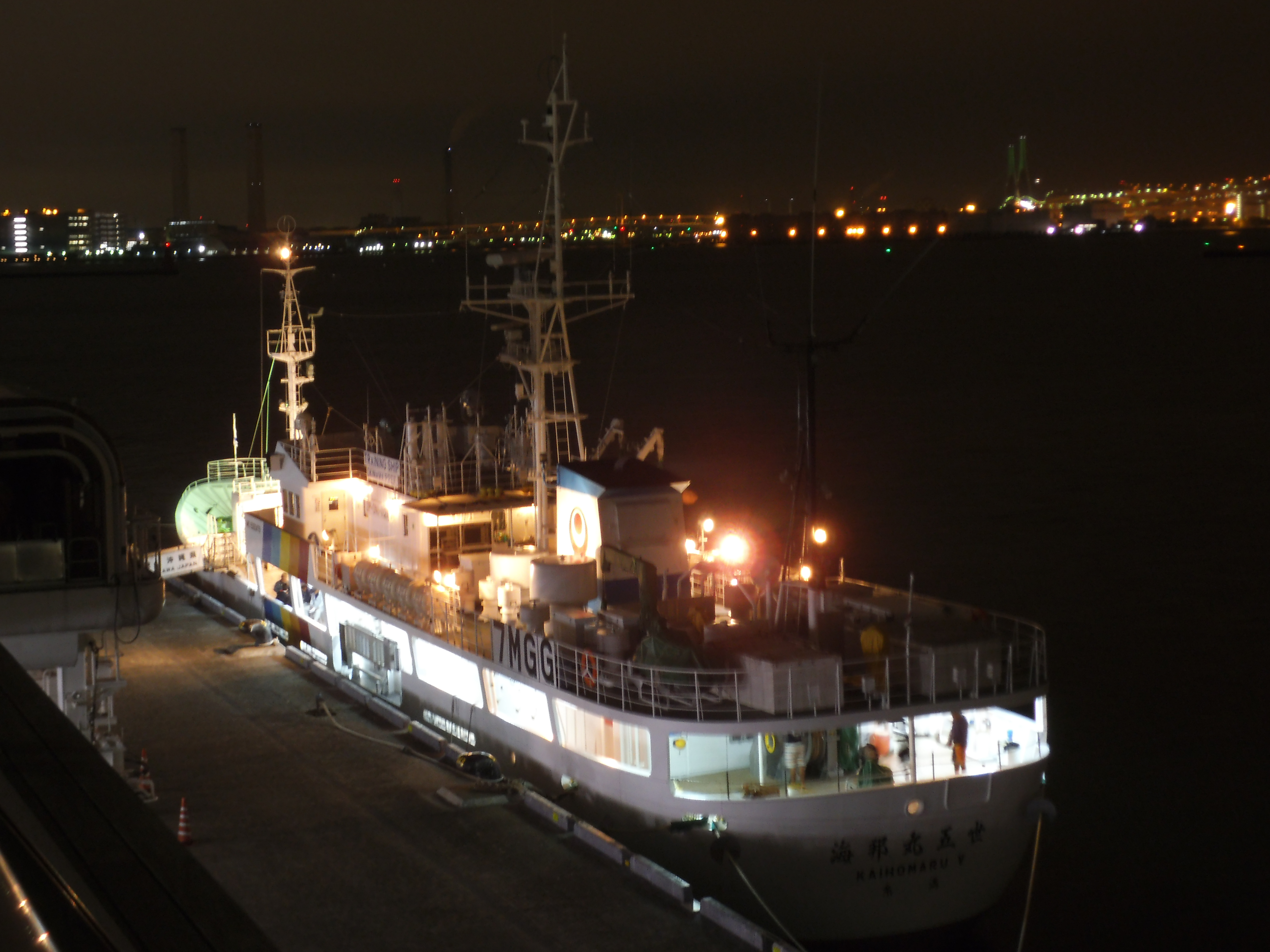
後ろ姿、横浜港大さん橋にて